# Partia Robotnicza (Francja)

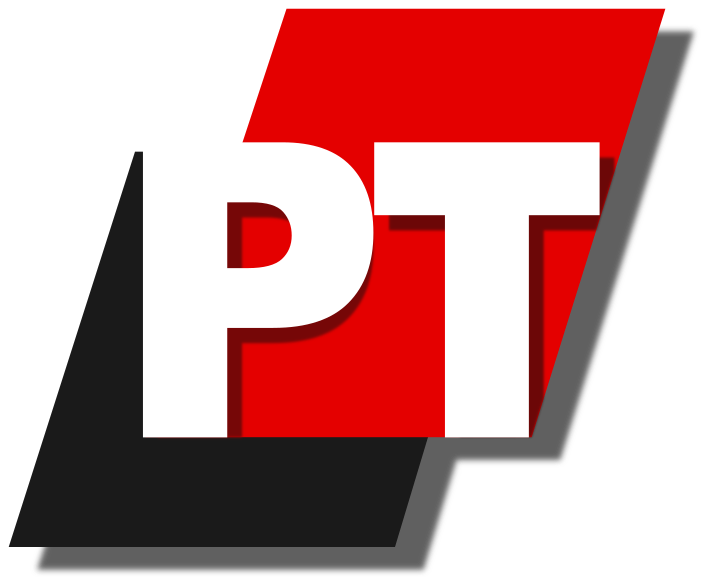
Logo Partii Robotniczej

Partia Robotnicza, fr. Parti des travailleurs (PT) – francuska partia polityczna o tradycjach trockistowskich, istniejąca w obecnej formie od 1991. Na jej czele stoi Daniel Gluckstein. Kandydatem partii w wyborach prezydenckich w 2007 był Gérard Schivardi, mer miejscowości Mailhac.
W partii istnieją obecnie cztery główne prądy: 
- komunistyczno-międzynarodowy – wydaje gazetę La Vérité, odwołuje się do trockizmu;
- socjalistyczny – wydaje gazetę Courrier socialiste, współpracuje z byłymi członkami Partii socjalistycznej;
- komunistyczny – wydaje gazetę Rencontres Communistes, skupia byłych członków Partii komunistycznej i związkowców;
- anarchosyndykalistyczny – wydaje gazetę L'Anarcho-Syndicaliste, związany z Unią anarchosyndykalistów.

Około połowy członków partii rewindykuje pośrednio poparcie dla IV Międzynarodówki.